# طوابع الجزائر 1981
يسجل هذا المقال الطوابع البريدية الجزائرية التي أصدرتها إدارة البريد في عام 1981.

## العموميات
تحمل الإصدارات عبارة « اَلْجُمهُورِيَّة اَلْجَزَائِرِيَّة اَلدِّيمُقرَاطِيَّة اَلشَّعبِيَّة » و« البريد » باللغة العربية. أما باللغة الفرنسية فهناك عبارتان هما « Algérie » والتي تعني الجزائر، بالإضافة إلى قيمة اسمية محددة بالدينار جزائري.

## قائمة الطوابع الصادرة
| 396 | [[ملف:\|180px]] | المخطط الخماسي 1980 - 1984 القيمة الاسمية: 0٫60 دينار جزائري الكمية المطبوعة: 5٬000٬000 طابع بريد تاريخ الإصدار: 29 يناير 1981 تاريخ السحب: 8 نوفمبر 1984 الطول: 26 مليمتر الارتفاع: 36 مليمتر التسنين: تثقيب 14 الرسام: الطابع: |  | الوصف |

| 397 | [[ملف:\|180px]] | الفنون التقليدية - صناعة السلال القيمة الاسمية: 0٫40 دينار جزائري الكمية المطبوعة: 300٬000 طابع بريد تاريخ الإصدار: 19 فبراير 1981 تاريخ السحب: 8 نوفمبر 1984 الطول: 49 مليمتر الارتفاع: 30٫6 مليمتر التسنين: تثقيب 12½x12¼ الرسام: بشير يلس الطابع: |  | الوصف |

| 398 | [[ملف:\|180px]] | الفنون التقليدية - الغزّالة القيمة الاسمية: 0٫60 دينار جزائري الكمية المطبوعة: 300٬000 طابع بريد تاريخ الإصدار: 19 فبراير 1981 تاريخ السحب: 8 نوفمبر 1984 الطول: 49 مليمتر الارتفاع: 30٫6 مليمتر التسنين: تثقيب 12½x12¼ الرسام: بشير يلس الطابع: |  | الوصف |

| 399 | [[ملف:\|180px]] | الفنون التقليدية - النقاش على النحاس القيمة الاسمية: 1٫00 دينار جزائري الكمية المطبوعة: 300٬000 طابع بريد تاريخ الإصدار: 19 فبراير 1981 تاريخ السحب: 8 نوفمبر 1984 الطول: 49 مليمتر الارتفاع: 30٫6 مليمتر التسنين: تثقيب 12½x12¼ الرسام: بشير يلس الطابع: |  | الوصف |

| 400 | [[ملف:\|180px]] | الفنون التقليدية - صائغ المجوهرات القيمة الاسمية: 1٫40 دينار جزائري الكمية المطبوعة: 300٬000 طابع بريد تاريخ الإصدار: 19 فبراير 1981 تاريخ السحب: 8 نوفمبر 1984 الطول: 49 مليمتر الارتفاع: 30٫6 مليمتر التسنين: تثقيب 12½x12¼ الرسام: بشير يلس الطابع: |  | الوصف |

| 401 | [[ملف:\|180px]] | اليوم العالمي للشجرة - الأرز القيمة الاسمية: 0٫60 دينار جزائري الكمية المطبوعة: 300٬000 طابع بريد تاريخ الإصدار: 19 مارس 1981 تاريخ السحب: 8 نوفمبر 1984 الطول: 36٫2 مليمتر الارتفاع: 25٫6 مليمتر التسنين: تثقيب ¾11 الرسام: الطابع: |  | الوصف يُظهر هذا الطابع البريدي الجزائري شجرة الأرز الأطلسي (Cedrus Atlantica)، وهي من الأشجار النادرة والمميزة التي تنمو في جبال الأطلس وتعد رمزًا للغابات الجزائرية. يتميز التصميم بخلفية زرقاء تبرز جمال الشجرة، مع كتابة اسمها بالعربية والفرنسية، وقيمة بريدية تبلغ 0.60 دينار. يجسد الطابع اهتمام الجزائر بالحفاظ على البيئة والتنوع النباتي، ويُعد من الطوابع التي توثق التراث الطبيعي للبلاد. |

| 402 | [[ملف:\|180px]] | اليوم العالمي للشجرة - السرو القيمة الاسمية: 1٫40 دينار جزائري الكمية المطبوعة: 300٬000 طابع بريد تاريخ الإصدار: 19 مارس 1981 تاريخ السحب: 8 نوفمبر 1984 الطول: 25٫6 مليمتر الارتفاع: 36٫2 مليمتر التسنين: تثقيب ¾11 الرسام: الطابع: |  | الوصف مثل هذا الطابع البريدي الجزائري شجرة "سرو صحراوي" (Cupressus dupreziana)، وهي نوع نادر ومهدد بالانقراض ينمو في منطقة الهُقار بالصحراء الجزائرية، ويُعرف بقيمته البيئية الكبيرة. يظهر الطابع بخلفية زرقاء تُبرز جمال الشجرة وتفاصيلها الدقيقة، مع كتابة اسمها العلمي والعربي وقيمة بريدية تبلغ 1.40 دينار. يُجسد هذا الإصدار التزام الجزائر بالحفاظ على تنوعها البيولوجي وإبراز ثرواتها الطبيعية النادرة. |

| 403 | [[ملف:\|180px]] | الشيخ البشير الإبراهيمي القيمة الاسمية: 0٫60 دينار جزائري الكمية المطبوعة: 1٬000٬000 طابع بريد تاريخ الإصدار: 16 أبريل 1981 تاريخ السحب: 8 نوفمبر 1984 الطول: 33 مليمتر الارتفاع: 48٫5 مليمتر التسنين: تثقيب 11¾x11½ الرسام: بشير يلس الطابع: |  | الوصف |

| 404 | [[ملف:\|180px]] | المدرسة الأساسية القيمة الاسمية: 0٫60 دينار جزائري الكمية المطبوعة: 1٬000٬000 طابع بريد تاريخ الإصدار: 16 أبريل 1981 تاريخ السحب: 8 نوفمبر 1984 الطول: 33 مليمتر الارتفاع: 25 مليمتر التسنين: تثقيب 11¾x11½ الرسام: قمرالدين كريم الطابع: |  | الوصف |

| 405 | [[ملف:\|180px]] | المؤتمر الدولي الثاني عشر لداء الكيسات المائية - الجزائر 1981 القيمة الاسمية: 2٫00 دينار جزائري الكمية المطبوعة: 300٬000 طابع بريد تاريخ الإصدار: 23 أبريل 1981 تاريخ السحب: 8 نوفمبر 1984 الطول: 28 مليمتر الارتفاع: 39 مليمتر التسنين: تثقيب 11¼x11¾ الرسام: Mohamed Louaïl الطابع: |  | الوصف |

| 406 | [[ملف:\|180px]] | الاتصالات والصحة القيمة الاسمية: 1٫40 دينار جزائري الكمية المطبوعة: 300٬000 طابع بريد تاريخ الإصدار: 14 مايو 1981 تاريخ السحب: 8 نوفمبر 1984 الطول: 35 مليمتر الارتفاع: 27 مليمتر التسنين: تثقيب 13½x14 الرسام: قمرالدين كريم الطابع: |  | الوصف |

| 407 | [[ملف:\|180px]] | السنة الدولية للأشخاص ذوي الإعاقة - 1.20 دج القيمة الاسمية: 1٫20 دينار جزائري الكمية المطبوعة: 300٬000 طابع بريد تاريخ الإصدار: 18 يونيو 1981 تاريخ السحب: 8 نوفمبر 1984 الطول: 26 مليمتر الارتفاع: 44٫5 مليمتر التسنين: تثقيب 12½13x الرسام: الطابع: |  | الوصف |

| 408 | [[ملف:\|180px]] | السنة الدولية للأشخاص ذوي الإعاقة - 1.40 دج القيمة الاسمية: 1٫40 دينار جزائري الكمية المطبوعة: 300٬000 طابع بريد تاريخ الإصدار: 18 يونيو 1981 تاريخ السحب: 8 نوفمبر 1984 الطول: 42 مليمتر الارتفاع: 25٫6 مليمتر التسنين: تثقيب 12½13x الرسام: قمرالدين كريم الطابع: |  | الوصف |

| 409 | [[ملف:\|180px]] | فراشة بابيليو ماشاون القيمة الاسمية: 0٫60 دينار جزائري الكمية المطبوعة: 500٬000 طابع بريد تاريخ الإصدار: 20 أغسطس 1981 تاريخ السحب: 8 نوفمبر 1984 الطول: 38٫1 مليمتر الارتفاع: 31٫4 مليمتر التسنين: تثقيب 11¼x11¾ الرسام: قمرالدين كريم الطابع: |  | الوصف |

| 410 | [[ملف:\|180px]] | فراشة الرودوسيرا الرماني القيمة الاسمية: 1٫20 دينار جزائري الكمية المطبوعة: 500٬000 طابع بريد تاريخ الإصدار: 20 أغسطس 1981 تاريخ السحب: 8 نوفمبر 1984 الطول: 38٫1 مليمتر الارتفاع: 31٫4 مليمتر التسنين: تثقيب 11¼x11¾ الرسام: قمرالدين كريم الطابع: |  | الوصف |

| 411 | [[ملف:\|180px]] | فراشة شاراكس جازيوس القيمة الاسمية: 1٫40 دينار جزائري الكمية المطبوعة: 500٬000 طابع بريد تاريخ الإصدار: 20 أغسطس 1981 تاريخ السحب: 8 نوفمبر 1984 الطول: 38٫1 مليمتر الارتفاع: 31٫4 مليمتر التسنين: تثقيب 11¼x11¾ الرسام: قمرالدين كريم الطابع: |  | الوصف يصور هذا الطابع البريدي فراشة "شاراكسيس جازيوس" (Charaxes jasius L.)، المعروفة بجمال أجنحتها الواسعة ذات الألوان الزاهية، وهي من الأنواع النادرة التي تُوجد في منطقة البحر الأبيض المتوسط. يظهر الطابع برسومات نباتية دقيقة تمثل بيئتها الطبيعية، مع إبراز الفراشة بتفاصيل دقيقة على خلفية مزخرفة بالأوراق والثمار، ويُقدّر بقيمة بريدية تبلغ 1.40 دينار. يعكس هذا الإصدار اهتمام الجزائر بتوثيق تنوعها البيولوجي والترويج لجمال طبيعتها الفريدة من خلال الفن البريدي. |

| 412 | [[ملف:\|180px]] | فراشة بابيليو بوداليريوس القيمة الاسمية: 2٫00 دينار جزائري الكمية المطبوعة: 500٬000 طابع بريد تاريخ الإصدار: 20 أغسطس 1981 تاريخ السحب: 8 نوفمبر 1984 الطول: 38٫1 مليمتر الارتفاع: 31٫4 مليمتر التسنين: تثقيب 11¼x11¾ الرسام: قمرالدين كريم الطابع: |  | الوصف |

| 413 | [[ملف:\|180px]] | فقمة الراهب القيمة الاسمية: 0٫60 دينار جزائري الكمية المطبوعة: 300٬000 طابع بريد تاريخ الإصدار: 17 سبتمبر 1981 تاريخ السحب: 8 نوفمبر 1984 الطول: 25٫6 مليمتر الارتفاع: 34٫5 مليمتر التسنين: تثقيب 13½x14½ الرسام: قمرالدين كريم الطابع: |  | الوصف |

| 414 | [[ملف:\|180px]] | قرد المكاك البربري القيمة الاسمية: 1٫40 دينار جزائري الكمية المطبوعة: 300٬000 طابع بريد تاريخ الإصدار: 17 سبتمبر 1981 تاريخ السحب: 8 نوفمبر 1984 الطول: 25٫6 مليمتر الارتفاع: 34٫5 مليمتر التسنين: تثقيب 13½x14½ الرسام: قمرالدين كريم الطابع: |  | الوصف يظهر هذا الطابع البريدي الجزائري قرد المكاك البربري المعروف علميًا باسم Macaca sylvanus، وهو نوع نادر يميز جبال الأطلس في شمال إفريقيا. يتميز هذا القرد بفرائه الكثيف البني المائل للرمادي وغياب الذيل، ويُعد من الرموز الطبيعية للبيئة الجبلية الجزائرية. يحمل الطابع قيمة بريدية تبلغ 1.40 دينار، ويعكس اهتمام الجزائر بالحفاظ على التنوع الحيواني المحلي من خلال توثيقه فنياً عبر الطوابع البريدية. |

| 415 | [[ملف:\|180px]] | اليوم العالمي للتغذية القيمة الاسمية: 2٫00 دينار جزائري الكمية المطبوعة: 300٬000 طابع بريد تاريخ الإصدار: 15 أكتوبر 1981 تاريخ السحب: 8 نوفمبر 1984 الطول: 26 مليمتر الارتفاع: 34 مليمتر التسنين: تثقيب 14x14½ الرسام: قمرالدين كريم الطابع: |  | الوصف |

| 416 | [[ملف:\|180px]] | كبش الطن-زومارت القيمة الاسمية: 0٫60 دينار جزائري الكمية المطبوعة: 300٬000 طابع بريد تاريخ الإصدار: 19 نوفمبر 1981 تاريخ السحب: 8 نوفمبر 1984 الطول: 31٫4 مليمتر الارتفاع: 38٫1 مليمتر التسنين: تثقيب 11½x11¾ الرسام: الطابع: |  | الوصف |

| 417 | [[ملف:\|180px]] | الأبقار البرية - جبارين القيمة الاسمية: 1٫00 دينار جزائري الكمية المطبوعة: 300٬000 طابع بريد تاريخ الإصدار: 19 نوفمبر 1981 تاريخ السحب: 8 نوفمبر 1984 الطول: 34٫3 مليمتر الارتفاع: 38٫1 مليمتر التسنين: تثقيب 11½x11¾ الرسام: الطابع: |  | الوصف |

| 418 | [[ملف:\|180px]] | الأبقار البرية - الهڨير القيمة الاسمية: 1٫60 دينار جزائري الكمية المطبوعة: 300٬000 طابع بريد تاريخ الإصدار: 19 نوفمبر 1981 تاريخ السحب: 8 نوفمبر 1984 الطول: 38 مليمتر الارتفاع: 31 مليمتر التسنين: تثقيب 11½x11¾ الرسام: الطابع: |  | الوصف |

| 419 | [[ملف:\|180px]] | الثور ذو القرن الواحد - جبارين القيمة الاسمية: 2٫00 دينار جزائري الكمية المطبوعة: 300٬000 طابع بريد تاريخ الإصدار: 19 نوفمبر 1981 تاريخ السحب: 8 نوفمبر 1984 الطول: 38 مليمتر الارتفاع: 31 مليمتر التسنين: تثقيب 11½x11¾ الرسام: الطابع: |  | الوصف |

| 420 | [[ملف:\|180px]] | سفن جزائرية من القرن 17 و18 - الغاليرة القيمة الاسمية: 0٫60 دينار جزائري الكمية المطبوعة: 300٬000 طابع بريد تاريخ الإصدار: 17 ديسمبر 1981 تاريخ السحب: 8 نوفمبر 1984 الطول: 38 مليمتر الارتفاع: 31 مليمتر التسنين: تثقيب 11½x11¾ الرسام: علي علي خوجة الطابع: |  | الوصف |

| 421 | [[ملف:\|180px]] | سفن جزائرية من القرن 17 و18 - الشباك القيمة الاسمية: 1٫60 دينار جزائري الكمية المطبوعة: 300٬000 طابع بريد تاريخ الإصدار: 17 ديسمبر 1981 تاريخ السحب: 8 نوفمبر 1984 الطول: 38 مليمتر الارتفاع: 31 مليمتر التسنين: تثقيب 11½x11¾ الرسام: علي علي خوجة الطابع: |  | الوصف |